# Jewgienij Malinin
Jewgienij Wasiljewicz Malinin, ros. Евгений Васильевич Малинин (ur. 8 listopada 1930 w Moskwie, zm. 6 kwietnia 2001 w Kassel) – rosyjski pianista.

## Życiorys
Ukończył studia u Heinricha Neuhausa w Konserwatorium Moskiewskim (1954). Zdobył 7. nagrodę w IV Międzynarodowym Konkursie Pianistycznym im. Fryderyka Chopina (1949) oraz 2. nagrodę w Międzynarodowym Konkursie im. Marguerite Long i Jacques’a Thibaud (1953). Od 1957 roku był wykładowcą Konserwatorium Moskiewskiego, w 1974 roku otrzymał tytuł profesora. Od 1965 roku występował w trio ze skrzypkiem Eduardem Graczem i wiolonczelistką Nataliją Szachowską. Od 1988 roku prowadził kursy mistrzowskie w Instytucie Malinin w Dijon.
Był wiceprzewodniczącym jury IX Międzynarodowego Konkursu Pianistycznego im. Fryderyka Chopina (1975).